# Morfizm uniwersalny

## Definicja i proste własności morfizmu uniwersalnego
Morfizm {\displaystyle u\colon X\to Y} w kategorii {\displaystyle {\boldsymbol {C}}} nazywamy uniwersalnym, gdy dla dowolnego morfizmu {\displaystyle f\colon X\to Y,} w tejże kategorii {\displaystyle {\boldsymbol {C}},} istnieje obiekt {\displaystyle P} oraz morfizm {\displaystyle p\colon P\to X} taki, że:
{\displaystyle f\circ p=u\circ p.}
Obiekt {\displaystyle X} nazywa się stabilnym (uogólnienie przestrzeni topologicznej, mającej własność punktu stałego) gdy identyczność {\displaystyle i_{X}\colon X\to X} jest morfizmem uniwersalnym.
- Jeżeli morfizm {\displaystyle g\circ f} jest uniwersalny, to {\displaystyle g} też jest morfizmem uniwersalnym.
- Jeżeli {\displaystyle f\colon X\to Y} jest morfizmem uniwersalnym, to {\displaystyle Y} jest obiektem stabilnym.
- Jeżeli {\displaystyle f\colon X\to Y} jest morfizmem stabilnym oraz {\displaystyle r\colon Y\to Z} jest retrakcją, to {\displaystyle r\circ f} jest morfizmem stabilnym.
- Jeżeli {\displaystyle Y} jest obiektem stabilnym oraz {\displaystyle r\colon Y\to Z} jest retrakcją, to {\displaystyle Z} jest obiektem stabilnym.

Morfizm, który jest uniwersalny w kategorii dualnej do danej, nazywa się morfizmem kouniwersalnym.

## Uniwersalność iloczynu prostego i kompozycji morfizmów
Następujące twierdzenie było opublikowane w Fundamenta Mathematicae w przypadku topologicznym (choć znane jego autorowi w ogólnym), a następnie przedstawione na posiedzeniu Wiedeńskiego Towarzystwa Matematycznego w styczniu, 1969 roku, w postaci ogólnej (kategoryjnej), jak niżej:
Twierdzenie: Niech {\displaystyle {\boldsymbol {C}}} będzie kategorią. Niech {\displaystyle f_{k}\colon X_{k-1}\to X_{k}} będą morfizmami w {\displaystyle {\boldsymbol {C}}} dla {\displaystyle k=1,\dots ,n} (gdzie {\displaystyle n} jest liczbą naturalną), takimi że:
- istnieją iloczyny proste {\displaystyle X:=\prod _{k=0}^{n-1}X_{k}} oraz {\displaystyle Y:=\prod _{k=1}^{n}X_{k};}
- iloczyn prosty morfizmów: {\displaystyle u:=\prod _{k=1}^{n}f_{k}\colon X\to Y} jest morfizmem uniwersalnym.

Wtedy kompozycja {\displaystyle f:=f_{n}\circ \dots \circ f_{1}\colon X_{0}\to X_{n}} jest morfizmem uniwersalnym.
Dowód: Niech {\displaystyle \pi _{i}\colon X\to X_{i}} oraz {\displaystyle \mu _{j}\colon Y\to X_{j}} będą kanonicznymi rzutami dla {\displaystyle i=0,\dots ,n-1} oraz {\displaystyle j=1,\dots ,n.} Morfizm u spełnia równości:
{\displaystyle \mu _{k}\circ u=f_{k}\circ \pi _{k-1}\quad {}} dla {\displaystyle k=1,\dots ,n.}
Niech {\displaystyle g\colon X_{0}\to X_{n}} będzie dowolnym morfizmem. Istnieje wtedy dokładnie jeden morfizm w: {\displaystyle X\to Y} taki, że:
{\displaystyle \mu _{k}\circ w=\pi _{k}\quad {}} dla {\displaystyle k=1,\dots ,n-1;}
{\displaystyle \mu _{n}\circ w=g\circ \pi _{0}.}
Istnieje więc pewien obiekt {\displaystyle S} oraz morfizm {\displaystyle s\colon S\to X} taki, że:
{\displaystyle w\circ s=u\circ s.}
Zatem:
{\displaystyle \pi _{k}\circ s=\mu _{k}\circ w\circ s=\mu _{k}\circ u\circ s=f_{k}\circ \pi _{k-1}\circ s,}
czyli
{\displaystyle \pi _{k}\circ s=f_{k}\circ \pi _{k-1}\circ s}
dla {\displaystyle k=1,\dots ,n-1} oraz
{\displaystyle g\circ \pi _{0}\circ s=\mu _{n}\circ w\circ s=\mu _{n}\circ u\circ s=f_{n}\circ \pi _{n-1}\circ s,}
czyli:
{\displaystyle g\circ \pi _{0}\circ s=f_{n}\circ \pi _{n-1}\circ s.}
Powyższe n równości po słowie „czyli” (dwukrotnym) dają indukcyjnie równości:
{\displaystyle \pi _{k}\circ s=f_{k}\circ f_{k-1}\circ \dots \circ f_{1}\circ \pi _{0}\circ s}
dla {\displaystyle k=1,\dots ,n-1,} oraz ostatecznie:
{\displaystyle {\begin{aligned}g\circ \pi _{0}\circ s&=f_{n}\circ \pi _{n-1}\circ s\\&=f_{n}\circ f_{n-1}\circ \dots \circ f_{1}\circ \pi _{0}\circ s\\&=f\circ \pi _{0}\circ s\end{aligned}}}
Tak więc dla morfizmu {\displaystyle t:=\pi _{0}\circ s} otrzymaliśmy:
{\displaystyle g\circ t=f\circ t.}
Koniec dowodu.
Powyższe twierdzenie było stosowane w topologii w przeciwną stronę: gdy kompozycja ciągu odwzorowań nie jest uniwersalna, to iloczyn prosty (kartezjański) tych odwzorowań nie jest uniwersalny. W ten sposób przykłady odwzorowań uniwersalnych o nieuniwersalnej kompozycji dały także przykłady na niezachowanie uniwersalności przez iloczyn prosty (kartezjański). Istnieją takie przykłady już dla odwzorowań wielościanów 2-wymiarowych.

## Uniwersalne elementy monoidu
Monoid {\displaystyle (M,*,e)} można interpretować jako kategorię, której jedynym obiektem jest {\displaystyle M,} morfizmami są elementy zbioru {\displaystyle M,} a kompozycja morfizmów to po prostu mnożenie {\displaystyle *.} Wtedy jedność e jest morfizmem identycznościowym: {\displaystyle e=i_{M}.} Tak więc elementem uniwersalnym monoidu nazywamy element u, który w tej kategorii-monoidzie jest morfizmem uniwersalnym, czyli spełnia warunek:
- dla dowolnego {\displaystyle x\in M} istnieje {\displaystyle p\in M} takie, że:

{\displaystyle x*p=u*p.}
Warunkiem koniecznym i dostatecznym istnienia elementu uniwersalnego w monoidzie {\displaystyle M} jest jego stabilność, czyli uniwersalność jedności {\displaystyle e.}
Ralph McKenzie udowodnił, że iloczyn dwóch uniwersalnych elementów monoidu nie musi być uniwersalny.

## Morfizmy uniwersalne w innych kategoriach
Uwagę morfizmom uniwersalnym poświęcono dotąd niemal wyłącznie w topologii (wciąż niewiele, ok. 20–30 publikacji, kilkunastu autorów – bodajże nie więcej, do roku 2007), gdzie występują pod nazwą funkcja uniwersalna lub odwzorowanie uniwersalne;.
Funkcja ciągła {\displaystyle f\colon X\to Y} (gdzie {\displaystyle X,} więc {\displaystyle Y} też, jest przestrzenią niepustą) nazywa się uniwersalną, gdy jest morfizmem uniwersalnym w kategorii wszystkich niepustych przestrzeni topologicznych i odwzorowań ciągłych.
Z pierwszego fragmentu powyżej widać, że teoria funkcji uniwersalnych zawiera koncepcyjnie teorię własności punktu stałego (a więc ma potencjał do zastosowań w analizie, zwłaszcza w równaniach). Na dodatek, zawiera ona także topologiczną teorię wymiaru (lwią część), łącząc obie te teorie poprzez przenikanie się metod oraz wyniki, w których występują pojęcia obu tych klasycznych teorii jednocześnie (w tym samym twierdzeniu, nawet gdy samo pojęcie funkcji uniwersalnej w sformułowaniu wyniku nie występuje). Mają też funkcje uniwersalne potencjał w homotopijnej teorii rozmaitości.
Ponieważ algebry Banacha są dualnym uogólnieniem zwartych przestrzeni topologicznych, to w kategorii (niezerowych) algebr Banacha naturalnym jest skupić się na homomorfizmach kouniwersalnych (raczej niż uniwersalnych). Analogiem przestrzeni zwartej {\displaystyle X} w kategorii algebr Banacha jest algebra funkcji ciągłych, zespolonych, {\displaystyle C(X).}